# Écrits des curés de Paris
Les Écrits des Curés de Paris sont un ensemble de neuf libelles, publiés entre janvier 1658 et juin 1659, dans le but de faire condamner l’Apologie pour les casuistes, et plus généralement de faire la critique de la Compagnie de Jésus ; écrits au nom des Curés de Paris, qui patronnent l’œuvre, ils sont en réalité rédigés par un ensemble d’auteurs proches du jansénisme dont Pierre Nicole, Antoine Arnauld et Blaise Pascal.
Les Écrits font suite à la parution des Provinciales, dont ils constituent un prolongement. Une partie du clergé s’est indignée des propositions laxistes mises au jour dans l’œuvre de Pascal. En mai 1656, les curés de Rouen s’emparent de l’affaire, après une vaine tentative en ce sens du syndic des curés de Paris. À la suite de débats et de vérifications, ceux-ci adressent le 28 août une requête à leur archevêque pour obtenir la condamnation des casuistes laxistes ; ce dernier décide alors de porter l’affaire devant l’Assemblée du clergé. De leur côté, les curés de Paris poursuivent leurs efforts en publiant le 13 septembre un Avis qui génère un grand retentissement : dès lors, de nombreux curés de province leur envoient procuration pour agir en leur nom. Leurs tentatives pour obtenir une condamnation de l’Assemblée du clergé restent toutefois sans résultats.
C’est la parution en décembre 1657 de l’Apologie pour les casuistes - défense des casuistes qui fait du bruit - qui leur permet finalement de reprendre l’offensive. Les Curés de Paris publient ainsi un factum pour obtenir sa condamnation, avec la collaboration du « parti de Port-Royal ». Plusieurs autres Écrits suivent, que ce soit pour répliquer aux réponses des Jésuites (ces derniers y observent des positions ambiguës par rapport à l’Apologie, témoignant d’un certain embarras), ou étayer leurs accusations contre l’œuvre incriminée. Malgré une certaine hostilité du pouvoir (Mazarin reproche notamment aux Curés d’avoir fait appel au Parlement de Paris plutôt qu’à la justice royale), les Écrits sont bien reçus par le public, et atteignent leurs objectifs : l’Apologie (en 1659) et certaines maximes laxistes (en 1666 et en 1679) finissent par être condamnées par le Saint-Siège.
Si les Curés de Paris ont assumé tout au long de la controverse la paternité de leurs libelles, ceux-ci ont en réalité été principalement rédigés par Pierre Nicole, Antoine Arnauld et Blaise Pascal : ce dernier a sans doute produit le premier, le deuxième, le cinquième et le sixième, tandis qu’Arnauld et Nicole ont probablement écrits tous les autres, excepté le septième.
On considère fréquemment que les quatre Écrits rédigés par Pascal font partie de ses meilleures œuvres ; ainsi, suivant sa nièce Marguerite Périer, le cinquième aurait été perçu par l’intéressé comme son ouvrage le plus réussi.